# Auspicato Concessum
Auspicato Concessum è la decima enciclica di papa Leone XIII, pubblicata il 17 settembre 1882.
In occasione del VII centenario della nascita di Francesco d'Assisi, il Papa ricorda i valori del grande Santo.